# Алматым Жүрегімде
«Алматым Жүрегімде» (англ. Almatym Juregimde — «Алматы в моем сердце»)  — ежегодный Международный конкурс молодых исполнителей эстрадной песни, который проходит при поддержке акимата города Алматы с 2022 года. Конкурс служит  продвижением бренда города Алматы – родины яблок и одного из центров креативной индустрии страны, выявления и поддержки творчески одаренной, талантливой молодежи Казахстана и стран-участниц, развития и укрепления международных культурных связей, обмена духовными и культурными ценностями. Конкурс является единственный в своем роде Международным конкурсом в Казахстане, который проходит в сопровождении эстрадно-симфонического оркестра.

## Формат проведения
В первый конкурсный день участники исполняют популярный хит своей страны. Во второй день конкурса звучат известные песни казахстанских композиторов и казахские народные песни в сопровождении эстрадно-симфонического оркестра.
В конкурсе принимают участие артисты из стран СНГ, Центральной Азии, Восточной Европы и других стран мира. Для примера, в 2023 году в конкурсе участвовали артисты из 11 стран: Казахстан, Узбекистан, Кыргызстан, Азербайджан, Армения, Греция, Южная Корея, Израиль, Великобритания, Беларусь, Болгария.
Среди победителей конкурса —
Сюзанна Мелконян, Адильхан Макин, Анна Трубецкая, Давид Киракосян, Алмагуль Батталиева, Тофик Гаджиев, Християна Дънкова и другие.